# Rosamond Lehmann
Rosamond Lehmann, född 1901 i London, död 1990, var en engelsk författare.
"L:s romaner präglas av en djup, intuitiv förståelse för det kvinnliga psyket. De har ofta en underton av livsångest och melankoli." (Litteraturhandboken, 1983)

## Böcker på svenska
- Dunkelt svar (översättning Elsa af Trolle, Bonnier, 1930) (Dusty answer, 1927)
- Ett farligt möte (översättning Siri Thorngren Olin, Bonnier, 1932) (A note in music, 1930)
- Första balen (översättning Elsa af Trolle, Bonnier, 1933) (Invitation to the waltz, 1932)
- Dansen går (översättning Elsa af Trolle, Bonnier, 1937) (The weather in the streets, 1936)
- Balladen och källan (översättning Eva Alexanderson-Lundström, Bonnier, 1946) (The ballad and the source, 1944)
- Ekolunden (översättning Sonja Bergvall, Bonnier, 1954) (The echoing grove, 1953)